# مسجد سبزة ميدان
مسجد سبزة ميدان هو مسجد تاريخي يعود إلى عصر الدولة الصفوية، ويقع في أرومية.